# 新濃尾大橋
新濃尾大橋（しんのうびおおはし）は、愛知県一宮市東加賀野井と岐阜県羽島市下中町加賀野井の間の木曽川に架かる、岐阜県道118号、愛知県道135号羽島稲沢線の橋梁である。

## 概要
濃尾大橋の慢性的渋滞の解消を目的として計画された。1999年（平成11年）に架橋位置が決定されている。東海道新幹線木曽川橋梁および名神高速道路木曽川橋の下流1km付近に架橋され、アクセス道路は岐阜県道118号・愛知県道135号羽島稲沢線および愛知県道129号一宮津島線のルート変更で対応した。周辺の用地取得問題や橋建設予定地周辺に希少種の淡水魚「イタセンパラ」の生息地がある等の問題があり橋本体の着工が遅れていたが、2012年（平成24年）10月16日に着工した。
橋脚工事はニューマチックケーソン工法（圧気工法）を採用し、河川内に8本の橋脚が配置される施工業者は名工建設株式会社。床版の施工会社は株式会社横河ブリッジ。その他（舗装など）は株式会社渡邊組、株式会社イチテックが施工会社である。
完成は着工から10年後の2022年（令和4年）6月30日を予定していたが遅れており、2021年（令和3年）1月時点での完成予定は2020年代半ばとなっていたが、2023年（令和5年）8月3日の新濃尾大橋架橋促進期成同盟会の総会で、2025年（令和7年）度開通予定であることが報告された。
2025年（令和7年）3月6日、名称が「新濃尾大橋」で正式決定した。
なお、新濃尾大橋供用開始後の愛知県営西中野渡船（通称中野の渡し）の運航については、2026年（令和8年）3月まで愛知県が運営主体のまま運航される。
2025年（令和7年）3月28日、新濃尾大橋の開通日が同年5月24日に正式決定した。5月24日、開通式典が行われ、1.6kmの取り付け道路を含めた区間が開通した。総事業費は約290億円。

## 主要諸元
- 橋長：759 m[2]
- 幅員：11.5 m（車道2車線、片側歩道）[2]
- 橋種：5径間連続鋼非合成箱桁、4径間連続鋼非合成箱[2]
- 設計速度：60 km/h[2]